# MaMa (zespół muzyczny)
MaMa (wcześniej znany jako Sabotaż) – polski zespół heavymetalowo-hardrockowy założony w Dzierżoniowie.
Dawniej znany jako Sabotaż, zespół został założony w czerwcu 1983 roku, w skład którego wchodzili byli członkowie Kwadratu i Bez Szefa: gitarzysta Roman Drąg, basista Jerzy Kwinta, wokalista Robert „Neon” Baj i perkusista Tomasz Drąg. Zagrali swój pierwszy koncert na Muzycznym Forum w Wągrowcu i zakwalifikowali się do występu na festiwalu w Jarocinie. W 1984 roku zmienili nazwę na MaMa, docierając do finałów konkursów festiwalowych, za co zostali nagrodzeni sesją nagraniową w studiu Polskiego Radia Programu III.
We wrześniu 1986 roku wydano nagranie koncertowe z występu z Ostrowa Wielkopolskiego – powstały również teledyski do utworów „Szkolniak”, „Czego potrzeba młodemu chłopcu” i „Do przodu idź”. MaMa pojawiła się na wielu festiwalach w kraju, takich jak „Rock Pokoju” w hali Ursus, grając również w Hali Stulecia we Wrocławiu, na arenie katowickiego Spodka czy w warszawskiej Stodole.
W 1987 roku ukazał się debiutancki album zespołu Heavy Rock & Roll nakładem wytwórni Poljazz. Następnie w 1988 roku zaszły zmiany w składzie, z Grzegorzem Pankiem przejmującym obowiązki wokalne po „Neonie”, a także włączając do składu keyboardzistę Artura Kopkę. Zespół rozpadł się później w tym samym roku.